# Euoniticellus parvus
Euoniticellus parvus är en skalbaggsart som beskrevs av Ernst Gustav Kraatz 1895. Euoniticellus parvus ingår i släktet Euoniticellus och familjen bladhorningar. Inga underarter finns listade i Catalogue of Life.